# الکس کورپوریشن
الکس کورپوریشن (انگلیسی: Eleks Corporation) شرکت نرم‌افزار اوکراینی است، که در سال ۱۹۹۱ تأسیس شد.